# Aiwo

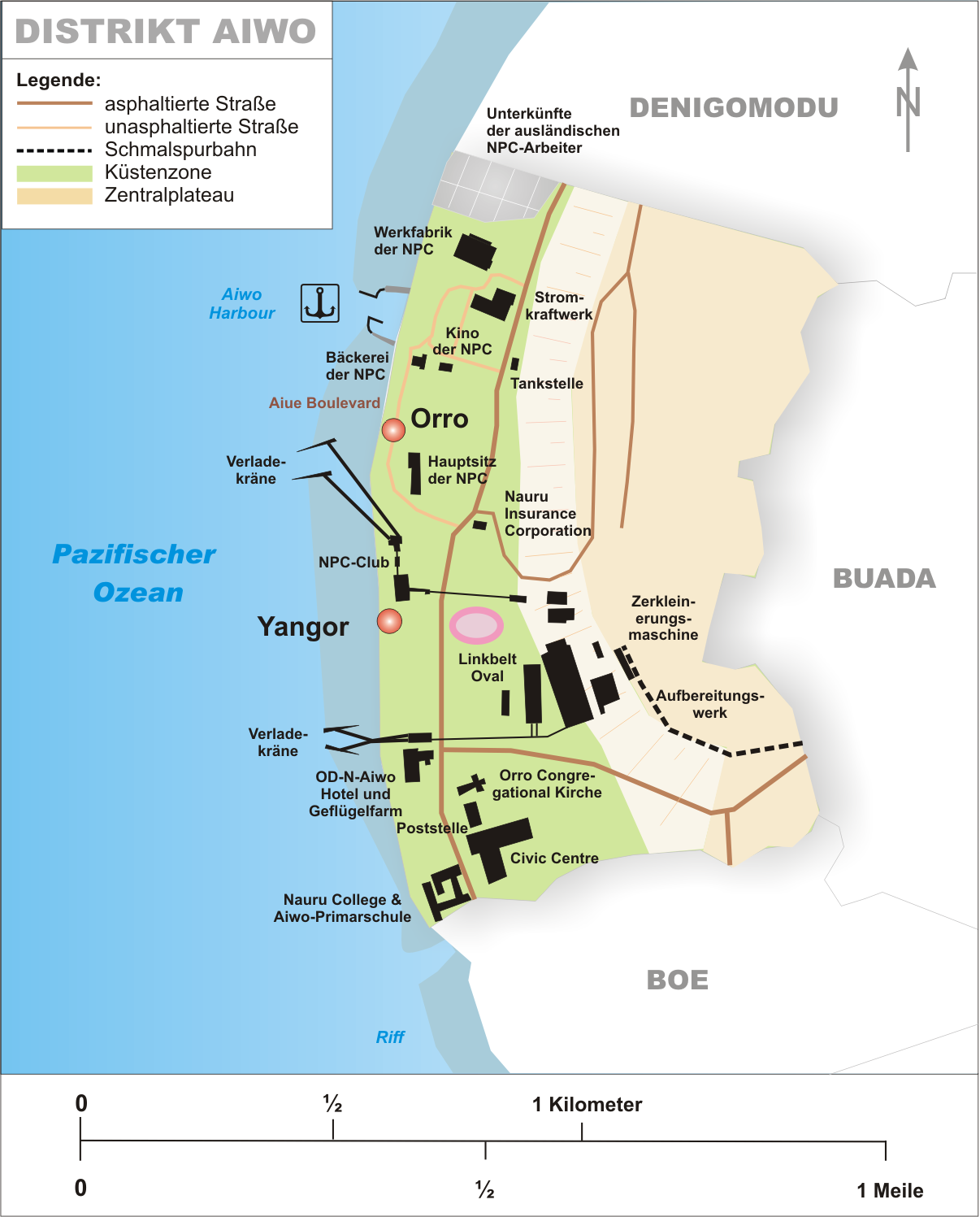
Mapa dystryktu Aiwo

Aiwo (Aiue, w dawniejszym okresie Yangor) – jeden z okręgów administracyjnych (dystryktów) Republiki Nauru. Zajmuje obszar 1 km² i jest zamieszkiwany przez 1051 osób (2002). Znajduje się tu port morski Aiwo.